# Beast (banda)
Beast es una banda de trip rock canadiense formada por un dúo el año 2006 en la ciudad de Montreal, siendo sus miembros la vocalista y compositora Betty Bonifassi junto con el compositor y productor Jean-Phi Goncalves. 
La banda ha sido descrita como "un proyecto experimental de hip-hop complementado con un estilo trip-hop downtempo electrónico e incluso influencias del math rock, guitarras agresivas y fuertes percusiones" o (como Bonifassi lo describe) "trip rock".
Su álbum debut "Beast" estuvo disponible internacionalmente a través de iTunes el 4 de noviembre de 2008, mientras que su primer sencillo titulado "Mr. Hurricane", fue puesto a disposición sin cargo en iTunes bajo la denominación del "sencillo de la semana" (del inglés: Single of the Week) en seis de los mayores mercados musicales, incluyendo Estados Unidos, Reino Unido, Francia y Australia. El lanzamiento oficial del disco ocurrió en Canadá el 18 de noviembre de 2008, sin que se informara de algún lanzamiento internacional posterior.
En el 2010 se dio el anuncio de un descanso indefinido (hiatus), lo anunció el integrante Jean-Phi Goncalves, y la vocalista Betty Bonifassi anuncio un dicho sobre el grupo en francés y inglés: "Disons que le retour de Beast n’est pas dans mes plans actuels" ("Let's say the return of Beast is not my current plans."), diciendo que por el momento no hay planes para regresar al grupo. sino enfocándose en otros proyectos.

## Discografía

### Álbumes y EP
- "Beast" (2008) – Pheromone Records

### Sencillos
- "Mr. Hurricane" (2008)
- "Out of Control" (2008)